# Lista de filmes portugueses de 1955
Lista de filmes portugueses de longa-metragem lançados comercialmente em Portugal em 1955, nas salas de cinema.
Referido como annus horribilis do cinema português, apenas uma longa-metragem estreou nesse ano, sendo a sua exibição realizada apenas em Macau, então território português.
Notas: Na secção coprodução, passando o cursor sobre a bandeira aparecerá o nome do país correspondente.
| # | Filme           | Realização      | Género       | Estreia | Coprodução |
| - | --------------- | --------------- | ------------ | ------- | ---------- |
| 1 | Caminhos Longos | Eurico Ferreira | Documentário | -       | —          |